# ليون هابغود
ليون هابغود (بالإنجليزية: Leon Hapgood)‏ هو لاعب كرة قدم بريطاني في مركز الوسط، ولد في 7 أغسطس 1979 في توركاي في المملكة المتحدة. لعب مع نادي بليموث أرجايل ونادي توركي يونايتد ويوفل تاون.

## وصلات خارجية
- ليون هابغود على موقع قاعدة بيانات كرة القدم.إي يو (الإنجليزية)
- ليون هابغود على موقع Soccerbase.com (لاعب) (الإنجليزية)